# Wheatland, Missouri
Wheatland är en ort i Hickory County i Missouri. Vid 2010 års folkräkning hade Wheatland 371 invånare.

## Kända personer från Wheatland
- Mike Parson, politiker